# Красная, Надежда Сергеевна
Надежда Сергеевна Красная (16 апреля 1947, Кызыл, Тувинская автономная область — 15 июня 2024, Москва) — певица (сопрано), народная артистка Российской Федерации (1998), лауреат премии Правительства Москвы 2002 года за исполнение 106 романсов П. И. Чайковского.

## Биография
Родилась 16 апреля 1947 года в Туве в семье видного государственного и общественного деятеля Тувы, почетного жителя г. Кызыла Сергея Хочековича Красного — дирижёра военного оркестра Тувинской народно-революционной армии, многолетнего председателя Кызылского горисполкома, секретаря Президиума Верховного Совета Тувинской АССР.
После окончания Кызылского музыкального училища по классу вокала поступила в Московскую консерваторию, которую окончила в 1971 году.
Будучи студенткой 4-го курса стала лауреатом IV премии на Международном конкурсе им. П. И. Чайковского (1970), с этого момента начинается плотная артистическая деятельность певицы. Через два года (1972) завоевала Гран-При на Международном конкурсе вокалистов в Тулузе (Франция).
По окончании консерватории стала солисткой Тувинской филармонии.
С 1972 года — стажёр Большого театра, где впоследствии несколько лет была солисткой.
С 1976 года — солистка Московской филармонии.
В репертуаре оперные партии (Татьяна, Микаэла и Маргарита), русская камерная вокальная музыка Глинки, Даргомыжского, Чайковского, Рахманинова, партии сопрано в реквиемах Моцарта и Верди. Подготовила 25 сольных концертных программ, включающих сочинения редко исполняемых композиторов: Шенберга, Берга, современного композитора Елены Фирсовой, работа над музыкой английского композитора Бриттена.
Исполнила и записала 106 романсов Чайковского. В Америке выпустила компакт-диск «Все романсы П. И. Чайковского».
Скончалась 15 июня 2024 года на 78-м году жизни.

## Награды и премии
- Заслуженная артистка Тувинской АССР (1972)
- Заслуженная артистка РСФСР (1989)
- Народная артистка Российской Федерации (31 августа 1998)[4]
- Народная артистка Республики Тыва (2002)
- Орден Республики Тыва (2012)[5][6]
- Лауреат премии Правительства Москвы (2002) — за исполнение 106 романсов П. И. Чайковского